# Sopaipilla
La sopaipilla es un tipo de fritura (pan frito) hecha a partir de una masa de harina de trigo frita en aceite o manteca de cerdo. Los ingredientes de la receta tienen muchas variantes regionales. Es denominada como tal en Chile y en el sur de Bolivia (Tupiza y Tarija), mientras que en la zona occidental de este último país (La Paz, Oruro, Potosí y Cochabamba) se conoce como buñuelo. También se conoce como sopaipilla en la región argentina de Cuyo, más precisamente en Mendoza y San Juan (en gran parte de Argentina se llama torta frita). Es popular, además, en los estados de Nuevo México y Texas (en el suroeste de Estados Unidos), en el sur de España (en la cocina andaluza), y en los estados mexicanos de Chihuahua y el norte de Durango.

## Etimología
La palabra «sopaipilla» procede de la palabra sopaipa, que a su vez deriva del mozárabe xopaipa (pronunciado [ʃopajpa]) un pan remojado en óleo, esta deriva de la palabra castellana «sopa», que deriva de la voz germánica suppa.
Al llegar a América, especialmente a regiones como Chile, Bolivia y el norte de Argentina, se formó el diminutivo «sopaipilla», agregando el sufijo «-illa», común para dar un sentido afectivo o de tamaño pequeño.

## Características
La masa se elabora con harina de trigo y puede ser tanto dulce como salada. La cocción se realiza en aceite o grasa animal. La forma más usual es la circular, en ocasiones con un orificio central que permite tomarlas con algún utensilio.[cita requerida]

## Origen
En la región española de Andalucía, las sopaipas son típicas en muchas celebraciones y fiestas populares, sobre todo en los pueblos de la provincia de Córdoba, como Montilla, La Rambla,  Aguilar de la Frontera o Fuente Palmera.[cita requerida]

## Variantes

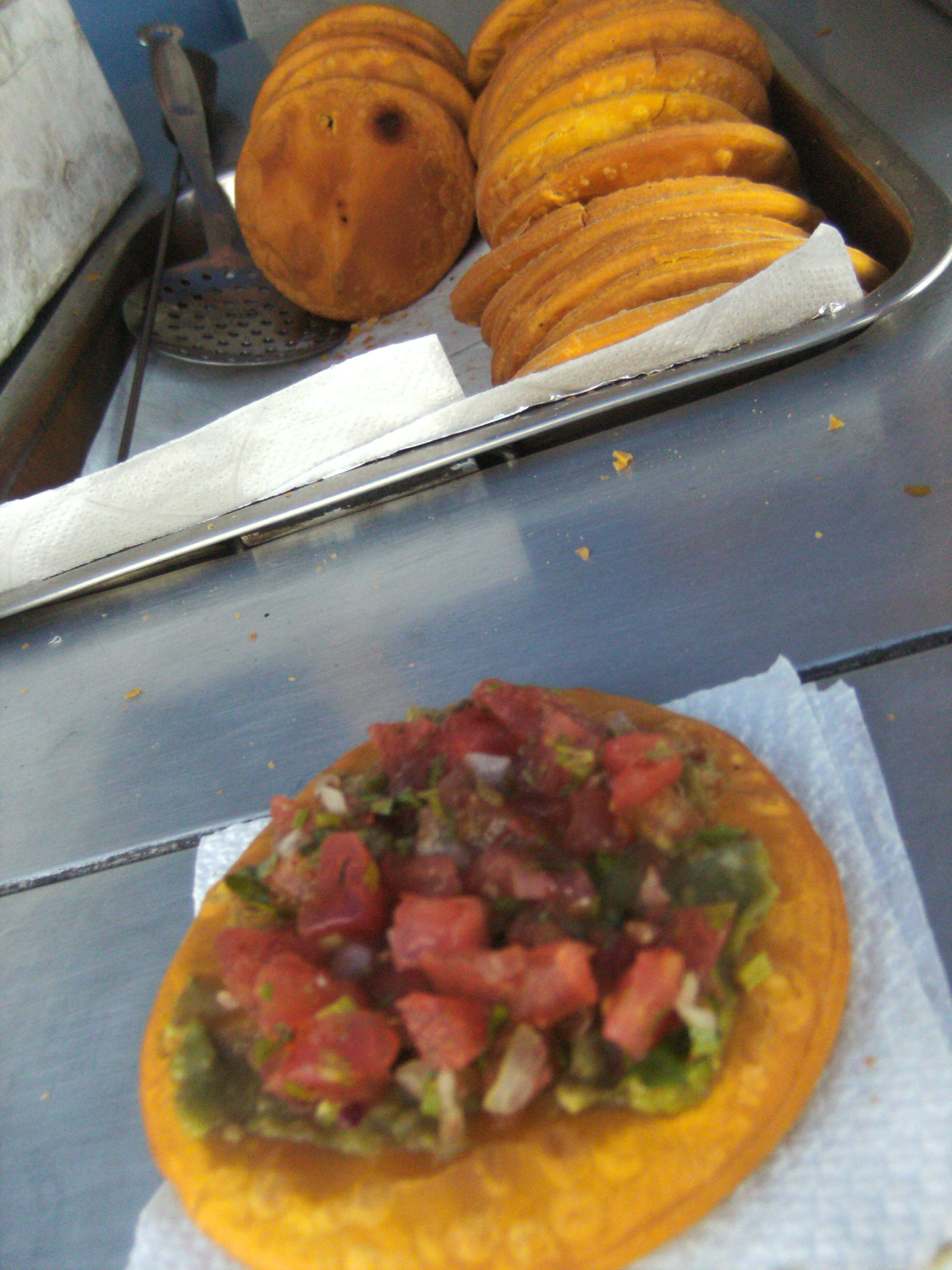
La competencia en las ventas ha llevado a evolucionar la cantidad de aderezos. Sopaipilla con tomate, cebolla y palta (aguacate).

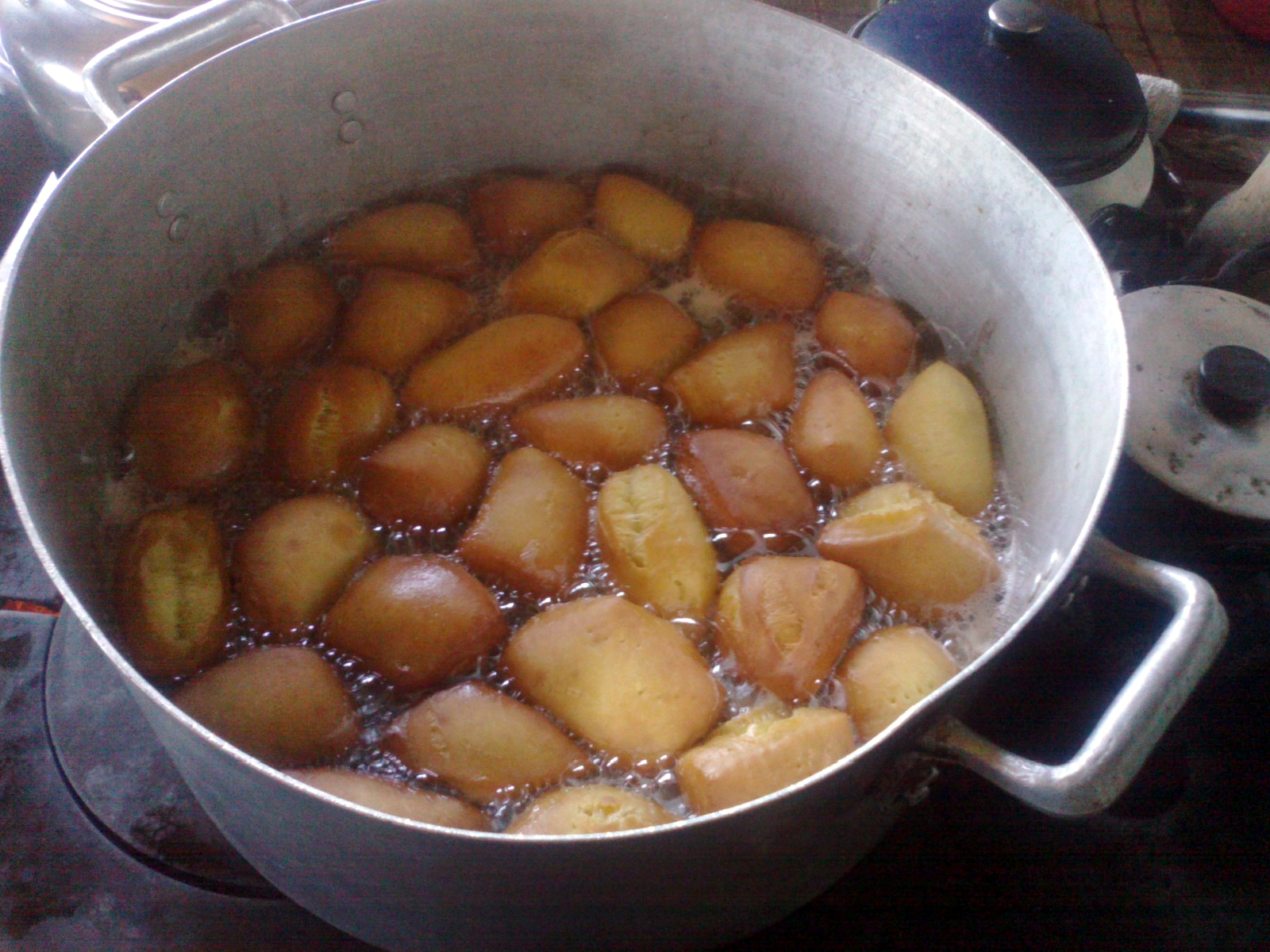
Sopapillas dulces y romboidales de Chiloé.

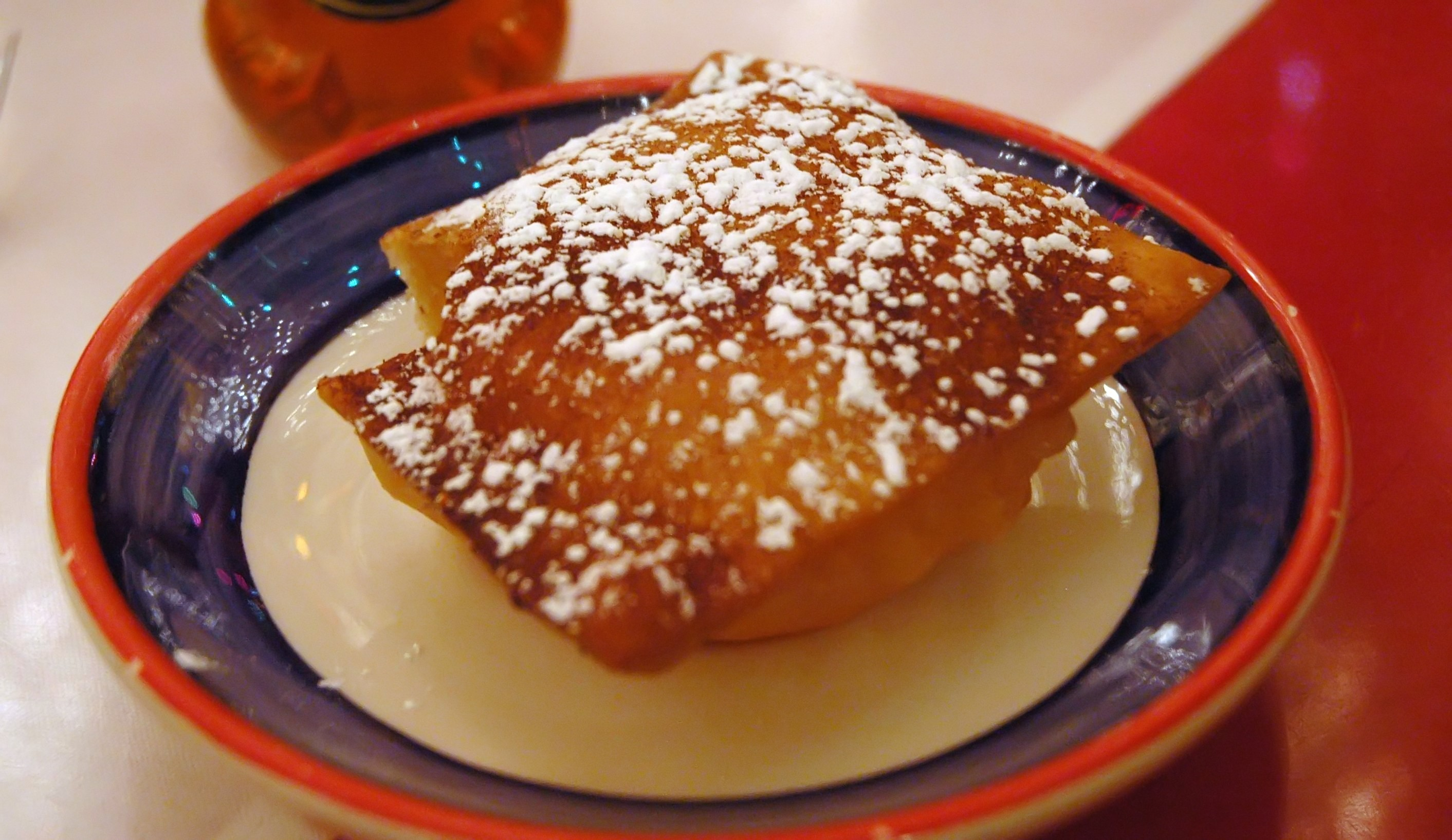
Sopaipilla neomexicana con azúcar glas.

### Argentina
En Argentina se denominan con este nombre en las provincias de Mendoza, San Juan y algunos otros lugares. En Mendoza existen celebraciones en su nombre. En la localidad de Rivadavia (provincia de Mendoza) se realiza el "Festival de la Sopaipilla",

### Chile
En su Apuntes para la historia de la cocina chilena (1943), el historiador Eugenio Pereira Salas señala que en Chile se habla de ella en un documento de 1726, en que se cita “un pan en forma de sopaipilla”. La innovación americana fue la de agregarle el baño de chancaca que le da su valor original».
En Seis años de vacaciones. Recuerdos de la Guerra del Pacífico (1879-84) (1929), Arturo Benavides Santos relata que, en el campamento de Yaras en mayo de 1880, «los [soldados] afortunados que pudieron proporcionarse sartenes, o algo que las reemplazara, saborearon deliciosas sopaipillas; y hasta hubo algunos que se dieron el lujo de comerlas pasadas por miel, adquiriendo la chancaca de algunos comerciantes que seguían al ejército [en campaña]».
En Chile, la masa de las sopaipillas tradicionales de Santiago (Chile) llevan zapallo precocido, su ingrediente principal. Sin embargo, al sur de Chile la receta tradicional de sopaipilla es sin zapallo. Por su sabor neutral, pueden ser consumidas dulces o saladas. Las dulces van untadas en salsa de chancaca (aromatizada con canela y cáscara de naranja), son llamadas «sopaipillas pasadas». Otra forma tradicional de consumirla es en «las once», rociadas con azúcar flor. Son tradicionalmente preparadas y consumidas en invierno. Las saladas suelen ser acompañadas con mostaza, ketchup, pebre y menos frecuentemente de manjar, palta o queso. Existen sopaipillas sin zapallo que se adquieren en supermercados, panaderías (panificadoras) y puestos callejeros. También es posible elaborar sopaipillas con papas, zanahoria, camote u otro tipo de verduras.
En el archipiélago de Chiloé, se llama «sopaipilla» a una masa dulce de forma romboidal que lleva huevo y levadura y se fríe en aceite o manteca, tradicionalmente durante los reitimientos. Se consume junto con carne y milcaos en el lloco o se usa como merienda, acompañada con miel o mermelada. Se asemeja a los calzones rotos, pero su masa no contiene ralladura de limón y es más esponjosa. También se le da el nombre de «sopaipilla» a las versiones planas romboidales y saladas que son acompañamiento de las parrilladas y a una variante de estas, cuya masa contiene papas cocidas. En tanto, se llama «churrasco» a la preparación salada, redonda y plana, que es denominada «sopaipilla» en el resto de Chile.

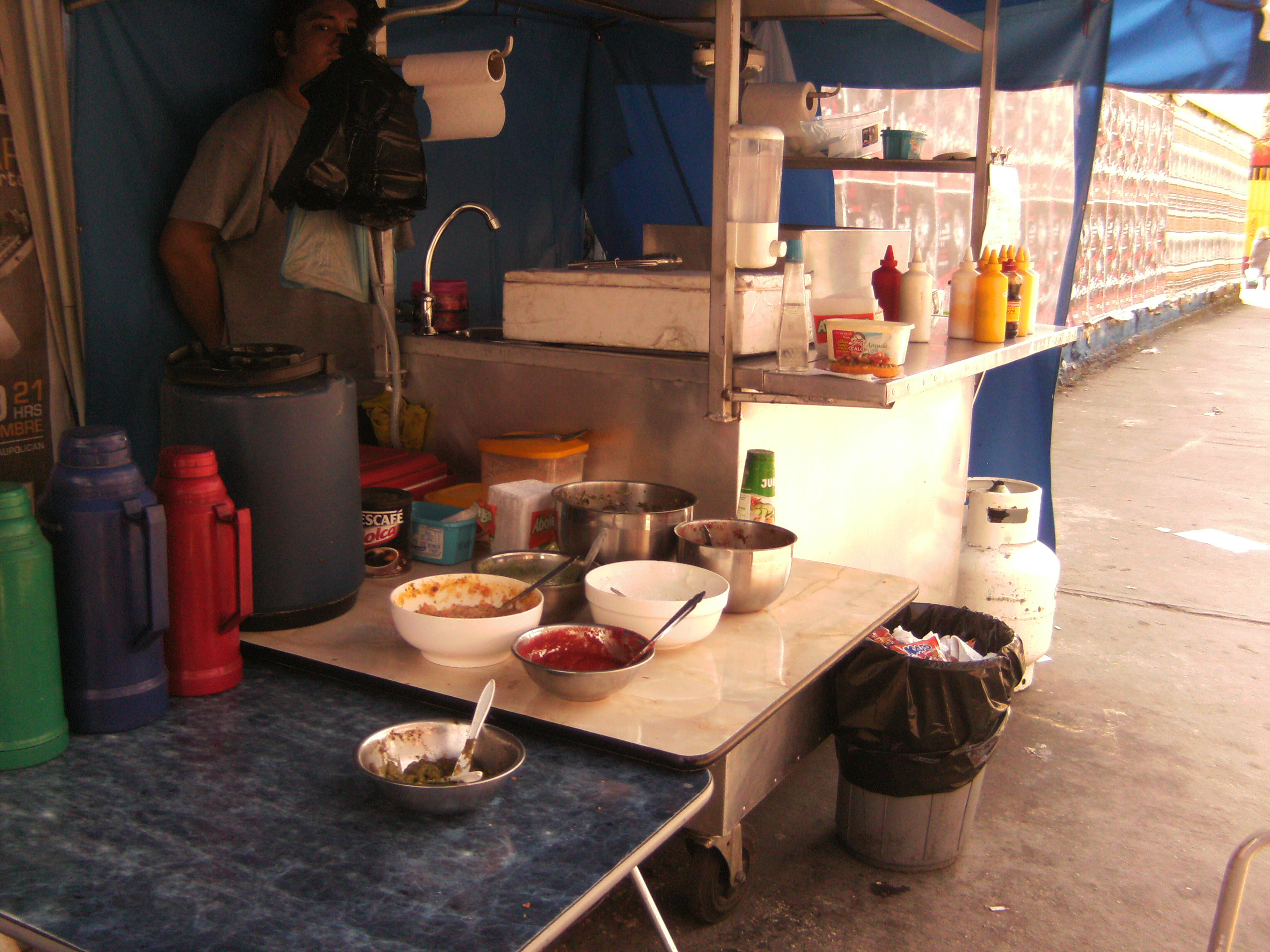
Carro sopaipillero en Chile

Por tradición, se ha consumido sopaipillas en las casas chilenas durante los días lluviosos del invierno austral y por lo mismo su venta callejera corresponde a dicha estación. Una posible razón era que no se necesitaba salir de la casa para prepararla en épocas que los hornos de pan comúnmente estaban en las afueras de las casas.
Las sopaipillas se venden en las calles de las ciudades chilenas a un bajo precio. El zapallo original de las sopaipillas caseras ha sido reemplazado por un colorante amarillo y son vendidas para el comercio callejero por empresas que las hacen de forma de círculo geométrico en grandes cantidades. Los carros que las venden las fríen a la vista del público y cada persona puede agregarle el aderezo que desee. Una de las formas de diferenciarse de los vendedores ha sido el incorporar nuevos aderezos: Inicialmente se incorporó la mostaza, pero pronto aparecieron distintos tipos de ají, pebre, chucrut, palta, tomates, manjar y variedades de salsas.
A fines de la década de 2000, se comenzó, además, a utilizar en conjunto con la mezcla de ingredientes del completo en reemplazo del pan, dando lugar al «sopaipleto» surgido en Talca.

### Estados Unidos
En el estado de Nuevo México, en el suroeste de Estados Unidos, la sopaipilla es típica. En los estados de Arizona y Texas se puede encontrar en muchos restaurantes. Son de forma romboidal o trapezoidal, llevan polvos de hornear y se acompañan con azúcar espolvoreada, miel o se rellenan con los ingredientes de los tacos y enchiladas.